# = (album)
= (czyt. Equals) – piąty album studyjny brytyjskiego piosenkarza Eda Sheerana wydany 29 października 2021 roku nakładem wytwórni Asylum i Atlantic. Pierwszym singlem promującym płytę został wydany 25 czerwca utwór „Bad Habits”. Kolejnymi singlami zostały piosenki „Shivers” oraz „Overpass Graffiti”.
= zadebiutował na pierwszym miejscu najpopularniejszych albumów w Wielkiej Brytanii, rozchodząc się w ilości 139 000 egzemplarzy w pierwszym tygodniu, przewyższając łącznie wyniki pozostałych 30 najlepszych albumów w tym tygodniu. Zdobył również najlepszy tydzień otwarcia albumu wśród płyt wydanych w 2021 roku w Wielkiej Brytanii, który został pobity w następnym tygodniu przez album zespołu ABBA pt. Voyage.
W Stanach Zjednoczonych krążek debiutował na pierwszym miejscu listy Billboard 200, stając się czwartym albumem Sheerana na szczycie tego notowania w Stanach Zjednoczonych.

## Lista utworów
| Edycja standardowa | Edycja standardowa        | Edycja standardowa                                                                                   | Edycja standardowa                  | Edycja standardowa |
| Nr                 | Tytuł utworu              | Autorzy                                                                                              | Produkcja                           | Długość            |
| ------------------ | ------------------------- | --- | ----------------------------------- | ------------------ |
| 1.                 | „Tides”                   | Ed Sheeran, Foy Vance, Johnny McDaid                                                                 | Sheeran, Vance, Joe Rubel, McDaid   | 3:15               |
| 2.                 | „Shivers”                 | Ed Sheeran, Johnny McDaid, Steve Mac, Kal Lavelle                                                    | Sheeran, Fred, Steve Mac            | 3:27               |
| 3.                 | „First Times”             | Ed Sheeran, David Hodges, Fred Gibson                                                                | Sheeran, Fred                       | 3:05               |
| 4.                 | „Bad Habits”              | Ed Sheeran, Fred Gibson, Johnny McDaid                                                               | Sheeran, McDaid, Fred, Parisi       | 3:51               |
| 5.                 | „Overpass Graffiti”       | Ed Sheeran, Johnny McDaid, Steve Mac                                                                 | Sheeran, McDaid, Fred               | 3:56               |
| 6.                 | „The Joker and the Queen” | Ed Sheeran, Fred Gibson, Johnny McDaid, Sam Roman                                                    | Sheeran, McDaid, Fred, Romans       | 3:05               |
| 7.                 | „Leave Your Life”         | Ed Sheeran                                                                                           | Sheeran, Elvira Anderfjärd          | 3:43               |
| 8.                 | „Collide”                 | Ed Sheeran, Ben Kweller, Fred Gibson, Johnny McDaid                                                  | Sheeran, McDaid, Fred, Benji Gibson | 3:30               |
| 9.                 | „2step”                   | Ed Sheeran, Andrew Wotman, David Hodges, Louis Bell                                                  | Bell, Watt                          | 2:33               |
| 10.                | „Stop the Rain”           | Ed Sheeran                                                                                           | SheeranRubelFred                    | 3:23               |
| 11.                | „Love in Slow Motion”     | Ed Sheeran, Johnny McDaid, Natalie Hemby                                                             | Sheeran, McDaid, Fred, Rubel        | 3:10               |
| 12.                | „Visiting Hours”          | Ed Sheeran, Amy Wadge, Anthony Clemons, Johnny McDaid, Kim Lang Smith, Michael Pollack, Scott Carter | Sheeran, McDaid, Parisi             | 3:35               |
| 13.                | „Sandman”                 | Ed Sheeran, Johnny McDaid                                                                            | Sheeran, McDaid                     | 4:19               |
| 14.                | „Be Right Now”            | Ed Sheeran, Fred Gibson, Johnny McDaid                                                               | Sheeran, McDaid, Fred, Parisi       | 3:31               |
|                    |                           | |                                     | 48:23              |

## Notowania i certyfikaty
| Lista przebojów (2021)              | Najwyższa pozycja |
| ----------------------------------- | ----------------- |
| Australia (ARIA Charts)             | 1                 |
| Austria (Ö3 Austria Top 40)         | 1                 |
| Belgia (Ultratop Flandria)          | 2                 |
| Belgia (Ultratop Walonia)           | 1                 |
| Czechy (ČNS IFPI)                   | 1                 |
| Dania (Album Top-40)                | 1                 |
| Finlandia (Suomen virallinen lista) | 2                 |
| Francja (SNEP)                      | 1                 |
| Hiszpania (PROMUSICAE)              | 1                 |
| Holandia (MegaCharts)               | 1                 |
| Irlandia (IRMA)                     | 1                 |
| Japonia (Oricon)                    | 9                 |
| Kanada (Billboard Canadian Albums)  | 1                 |
| Litwa (Albumų Top 100)              | 1                 |
| Niemcy (Media Control Charts)       | 1                 |
| Norwegia (VG-Lista)                 | 1                 |
| Nowa Zelandia (Recorded Music NZ)   | 1                 |
| Polska (OLiS)                       | 3                 |
| Portugalia (AFP)                    | 1                 |
| Słowacja (ČNS IFPI)                 | 1                 |
| Stany Zjednoczone (Billboard 200)   | 1                 |
| Szwajcaria (Alben Top 100)          | 1                 |
| Szwecja (Sverigetopplistan)         | 1                 |
| Węgry (MAHASZ)                      | 1                 |
| Wielka Brytania (OCC)               | 1                 |
| Włochy (FIMI)                       | 1                 |

| Kraj                         | Certyfikat         | Sprzedaż |
| ---------------------------- | ------------------ | -------- |
| Brazylia (Pro-Música Brasil) | złota płyta        | 20 000+  |
| Francja (SNEP)               | złota płyta        | 50 000+  |
| Kanada (Music Canada)        | platynowa płyta    | 80 000+  |
| Nowa Zelandia (RMNZ)         | złota płyta        | 7 500+   |
| Polska (ZPAV)                | 2x platynowa płyta | 40 000+  |
| Wielka Brytania (BPI)        | platynowa płyta    | 300 000+ |
| Włochy (FIMI)                | złota płyta        | 25 000+  |